# Amsterdamer Luminismus

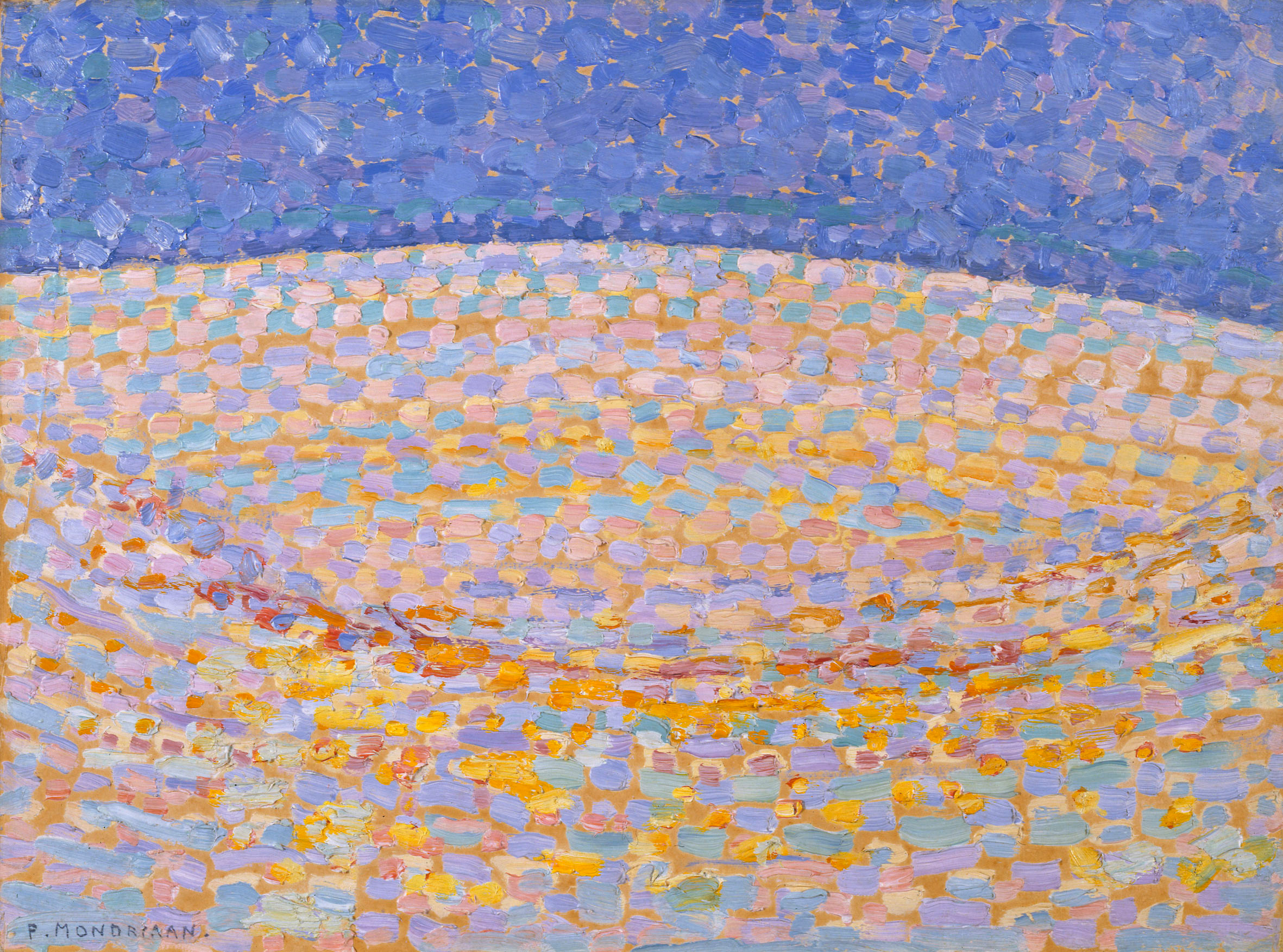
Düne III (1909) von Piet Mondrian

Als Amsterdamer Luminismus, auch holländischer Luminismus, bezeichnet man einen post-impressionistischen Kunststil, der von 1908 bis 1910/11 in Amsterdam seine Blütezeit hatte. Als gemeinsame Gestaltungsmerkmale gelten die Zerlegung der Farbe, die schnelle und direkte Pinselführung und die charaktervolle Linie. Der Kunststil entstand aus der Rezeption moderner französischer Strömungen wie Neoimpressionismus und Fauvismus. Die Luministen befreiten sich damit von der Tradition der Haager Schule und des Amsterdamer Impressionismus und schufen so die Voraussetzung für die spätere vielfältige Entwicklung der holländischen Malerei nach 1914.
Die Hauptfiguren des Amsterdamer Luminismus waren Jan Sluijters, Piet Mondrian und Leo Gestel, wobei Sluijters als Triebfeder gilt und Mondrian als radikalster der luministischen Maler.

## Geschichte
Ab 1905 entwickelte sich in Holland der moderne Stil des Luminismus, er erreichte seinen Höhepunkt in den Jahren 1907 bis 1910. Verschiedene holländische Künstler machten sich über mehrere Jahre mit Kunst der französischen Avantgarde vertraut, teils vermittelt über die Künstlergruppen des Belgischen Luminismus. Der Maler Jan Toorop, eine Schlüsselfigur in diesem Vermittlungsprozess, hatte ab den 1880er Jahren regelmäßig Paris und Brüssel besucht. Als einer der ersten Nicht-Pariser Maler hatte er die Tüpfelmethode von Georges Seurat, einem Vertreter des Pointillismus, übernommen. In den 1890er Jahren wandte er sich dem Symbolismus zu, wie auch sein Kollege Johan Thorn Prikker. Zwischen 1900 und 1910 besuchte Toorop in Paris und Brüssel mehrere Ausstellungen der französischen Expressionisten und Neoimpressionisten. Er riet anderen niederländischen Malern, ebenfalls nach Brüssel und Paris zu reisen. Otto van Rees, der diesem Rat folgte, lernte in Paris den holländischen Maler Kees van Dongen kennen und machte mit ihm gemeinsame sommerliche Malausflüge. 1905 zeigte das Stedelijk Museum eine van Gogh-Retrospektive mit über 470 Arbeiten aus allen Werksphasen des Künstlers, die erste Ausstellung moderner Kunst in diesem Museum. Dies verhalf den jungen Malern und Malerinnen in Amsterdam zu wichtigen Anregungen.
Der junge Maler Jan Sluyters wirkte als „Pionier der Entfesselung der Farbe in den Niederlanden“. 1906 besuchte er auf der Rückreise aus Rom ebenfalls Paris, wo ihn die Arbeiten von Paul Signac und van Dongen und insbesondere der Fauvisten beeindruckten und zu eigenen Werken inspirierten. Sein Gemälde Bal Tabarin (1906/07) zeigt erste Spuren des späteren Luminismus. Sluyters’ Arbeiten beeinflussten wiederum Piet Mondrian, dessen Gemälde nun eine größere Farbigkeit annahmen und ausdrucksstärker wurden (beispielsweise Landschaft mit roter Wolke (1907) und Bäume am Gein (1908)).
Ab 1903 hatte Toorop die Sommermonate regelmäßig in Domburg verbracht. Mit den Jahren hatte sich dort eine sommerliche Künstlerkolonie etabliert, die sich mit der modernen Malerei, insbesondere mit dem Neoimpressionismus, auseinandersetzte. Zu den Künstlerinnen und Künstlern der Kolonie gehörten neben Toorop Mies Elout-Drabbe, Jacoba van Heemskerck, Betsy van Manen, Otto van Rees, Adya van Rees-Dutilh und Cornelis (Kees) Spoor. Piet Mondrian stieß im Sommer 1908 dazu und wohnte bei Heemskerck und ihrer Freundin und Kunstsammlerin Marie Tak van Poortvliet. Die Gruppe, insbesondere Piet Mondrian, entwickelte dort ab 1908 eine spezifisch luministische Bildauffassung.
In den ersten Jahren des 20. Jahrhunderts entwickelte sich die Kunstenaarsvereniging St. Lucas in Amsterdam zum führenden Ausstellungsforum für moderne Kunst in den Niederlanden. 1907 präsentierten Otto van Rees und Kees van Dongen in der Jahresausstellung der Kunstvereinigung bereits divisionistische Gemälde, die jedoch kaum beachtet wurden. In der Jahresausstellung 1908 wurden aber so viele Werke moderner Kunst junger Künstler gezeigt, dass sowohl Publikum als auch Kunstkritik sie nicht mehr übersehen konnten. Dies wurde noch dadurch verstärkt, dass Toorop sich mit 17 Werken im modernen, divisionistischen Stil beteiligte. Die neue Malweise zeigten sich vor allem in den Arbeiten der beiden jungen Maler Piet Mondrian und Jan Sluijters.
Mondrian gelang es gemeinsam mit seinem Freund Kees Spoor und Sluijters, dass sie im Januar 1909 eine eigene Ausstellung mit mehreren hundert Bildern im Stedelijk Museum zeigen konnten. Sie wurde von Kikkert als die „Demonstration des Ultramodernen“ beschrieben. Mit dieser Ausstellung weiteten sich die neuen Tendenzen zu einer künstlerischen Strömung, für die sich der Begriff Luminismus etablierte. Erst 1959 schärfte die Kunsthistorikerin Aleida Loosjes-Terpstra den Begriff zu „Amsterdamer Luminismus“, um ihn von anderen luministischen Richtungen abzugrenzen.
Bei der St. Lucas-Jahresausstellung 1909 nahmen die luministischen Werke einen ganzen Saal ein. Im „Luministensaal“ wurden Werke von Mondrian, Sluijters und Leo Gestel präsentiert. Toorop dagegen beteiligte sich nicht mehr. Die Kunstkritik sah die neue Richtung mit Skepsis und sparte sie in der Berichterstattung über die Ausstellung aus. Trotzdem bekam die neue Strömung innerhalb der Künstlervereinigung St. Lucas großes Gewicht. Unter anderem wurde Mondrian für die folgende Ausstellung in die Jury aufgenommen.
Im Jahr 1910 erreichte der Amsterdamer Luminismus seinen Höhepunkt. Die St. Lucas-Ausstellung 1910, die nun zwei Säle dem neuen Malstil widmete, wurde von der Kritik als „Triumph des Luminismus“ beschrieben. Inzwischen war der neue Stil von anderen Künstlerinnen und Künstlern aufgegriffen worden, darunter Heemskerck und Jaap Weijand. Mondrian war für die Hängung der beiden Säle verantwortlich. Er unterschied zwischen einem „radikalen“ Saal, in dem Werke von ihm, Heemskerck, Sluijters, Gestel, Weijand, Arnout Colnot und Dirk Filarski ausgestellt wurden, und einem „gemäßigten“ Saal mit Gemälden von Spoor und Ferdinand Hart Nibbrig. Sluijters war über die Präsentation erbost. Gegenüber Spoor äußerte er, dass Mondrian den ersten Saal „verpfuscht“ habe mit Werken von „Freunden und Freundinnen“. Er wolle nicht zwischen dem „Krempel von jüngferlichen [im Sinne von ‚adeligen‘] Fräuleins“ hängen, womit er auf Heemskerck anspielte.
Das Publikum und die Kunstkritik standen dem neuen Kunststil teils kritisch gegenüber. Sie klagten, dass die luministischen Bilder wegen der intensiven Farben und Lichteffekte in den Augen schmerzten. Einige bezeichneten die starke Farbgebung als barbarisch, gar als Symptom einer Geisteskrankheit oder als Ausdruck von Dekadenz und als besorgniserregenden Indikator für sozialen Niedergang.
Kikkert, Mondrian und Sluijters gründeten im Dezember 1910 die Vereinigung Moderne Kunstkring, die den Kubismus aus Paris aufgriff. Jan Toorop wurde der Vorsitzende der neuen Vereinigung, die 1911 im Stedelijk Museum die erste Ausstellung ausrichtete. Gerade die Luministen waren begeistert, so dass diese neue Kunstrichtung den Luminismus ablöste. In abgeschwächter Form lebte er noch einige Jahre im Werk der „zweiten Künstlergarnitur“ weiter.
Bereits 1911 fand die letzte gemeinsame Ausstellung der Luministen statt. An dieser Ausstellung im Stedelijk Museum beteiligten sich Gestel, van Heemskerck und Sluijters. Damit war der Höhepunkt des Luminismus bereits überschritten. Er hatte die modernen Tendenzen aus Frankreich verarbeitet und den an der Amsterdamer Akademie traditionell ausgebildeten jungen Künstlern ermöglicht, sich von den Konventionen zu befreien. Das schnelle Aufgreifen des neuen Stils ergab sich aus dem Nachholbedarf, der sich in der holländischen Künstlergemeinde aufgestaut hatte. Der Luminismus hatte in Holland den Weg für spätere Entwicklungen wie Kubismus, Futurismus und Expressionismus ein Klima geschaffen, in dem sich die späteren Strömungen entwickeln konnten.

## Charakterisierung
Der Amsterdamer Luminismus, der keine Bewegung mit klar umrissenem Programm war, war eine Reaktion auf die in Frankreich herrschenden Strömungen des Neoimpressionismus und des Fauvismus. Sein Fundament war der Symbolismus, der die Bedeutung von Farbe und Linie als Träger eines bestimmten Inhalts herausstellte. Farbe diente im Luminismus nicht mehr der naturalistischen Abbildung der Wirklichkeit, sie wurde zur Trägerin des Ausdrucks. Die dargestellten Gegenstände blieben erkennbare Formen, waren aber durch leuchtende, ungemischte Farben verfremdet. Anders als beim Pointilismus, bei dem die Farbe auf Basis wissenschaftlicher Erkenntnisse und sorgfältig geplant eingesetzt wurde, wurde beim Luminismus die Farbe spontan und intuitiv aufgetragen.
Anders als den Impressionisten und Neoimpressionisten ging es den Amsterdamer Luministen nicht darum, nur den Effekt des Lichtes auf die Außenwelt wiederzugeben. Sie wollten vor allem die Empfindungen, die es bei ihnen erzeugte, ausdrücken. Die innere Reaktion auf die in der Außenwelt wahrgenommenen Farben und Formen stand im Zentrum. Deswegen wurde in ihren Bildern die Form der Objekte expressiver bis hin zur Übertreibung wiedergegeben. Details fehlten und die Farben wurden greller. Im Endergebnis ergaben sich nahezu abstrakte Farbmosaike mit geringer oder fehlender Tiefe. Ein Beispiel ist Sluijters Werk Loren (1907), das die blendende Wirkung der Sonne an einem heißen Tag wiedergeben soll.
Der einflussreiche Kunstkritiker Conrad Kikkert charakterisierte den Luminismus anlässlich der St.-Lucas-Ausstellung von 1908 mit:

„ein neues Streben nach anderem Licht, plein-air, und andere Charakterisierung der Stimmungen, nach freierer, überschwenglicherer, leidenschaftlicherer, hellerer Art der Wiedergabe, technisch mit Zergliederung der Farbe, schnellem, direktem Tupfer, charaktervollem Strich. Und es ist diese Richtung, verteilt über die Säle von St. Lucas, die Anerkennung findet.“

Insbesondere die Zerlegung der Farbe, die schnelle und direkte Pinselführung und die charaktervolle Linie gelten als die gemeinsamen Gestaltungsmerkmale der Luministen.

## Werke des Amsterdamer Luminismus (Auswahl)
- Bal Tabarin (1906/07) von Jan Sluijters[5]
- Loren (1907) von Jan Sluijters[14]
- Deich bei Domburg (1908) von Jan Toorop[2]
- Landschaft mit Wolken (1908) von Piet Mondrian[5]
- Mühle im Sonnenlicht (1908) von Piet Mondrian[5][2]
- Mühle bei Domburg (1908) von Piet Mondrian[14]
- Reihe von elf Pappeln in Rot, Gelb, Blau und Grün (1908) von Piet Mondrian[14]
- Nachmittagssonne (1908) von Leo Gestel[14]
- Kiefernwald (um 1908) von Jacoba van Heemskerck[14]
- Meer und Dünen in Domburg (1908) von Jan Toorop[15]
- Liegender Akt (1908) von Leo Gestel[2]
- Der blaue Baum (1908) von Piet Mondrian[16]
- Abend / Der rote Baum (1908/10) von Piet Mondrian[16]
- Sterbende Chrysantheme (1908) von Piet Mondrian[16]
- Herbst (1909) von Leo Gestel[2]
- Herbstlandschaft (1909) von Leo Gestel[2]
- Abendlandschaft bei Montfoort (1909) von Leo Gestel[2]
- Gemähtes Getreidefeld (1909) von Leo Gestel[17]
- Düne II (1908) von Piet Mondrian[16]
- Düne III (1909) von Piet Mondrian[5][2]
- Leuchtturm bei Westkapelle (1909) von Piet Mondrian[16][14]
- Kleines Haus in der Sonne (1909) von Piet Mondrian[14]
- Landschaft mit Bauernhof (1909) von Jan Sluijters[14]
- Stilleben mit Klatschmohn (1909/10) von Jaap Weijand[16]
- Zwei Bäume (1910) von Jacoba van Heemskerck[2][14]
- Wald (1910) von Jacoba van Heemskerck[16]
- Waldweg (ca. 1910) von Jan Sluitjers[2]
- Landschaft bei Laren (1910) von Jan Sluitjers[2]
- Landschaft (1910) von Jan Sluitjers[2]
- Oktobersonne (1910) von Jan Sluitjers[16]
- Bauer aus Zeeland (1910) von Piet Mondrian[16]
- Niedrigwasser Kanal Veere (1910) von Jan Toorop[16]
- Herbstbaum / Herbst (1911) von Leo Gestel[5]
- Sitzender Akt (1911) von Leo Gestel[16]
- Blick auf den Deich von Njimwegen(1911) von Jan Toorop[2]

Ausgewählte Werke des Amsterdamer Luminismus
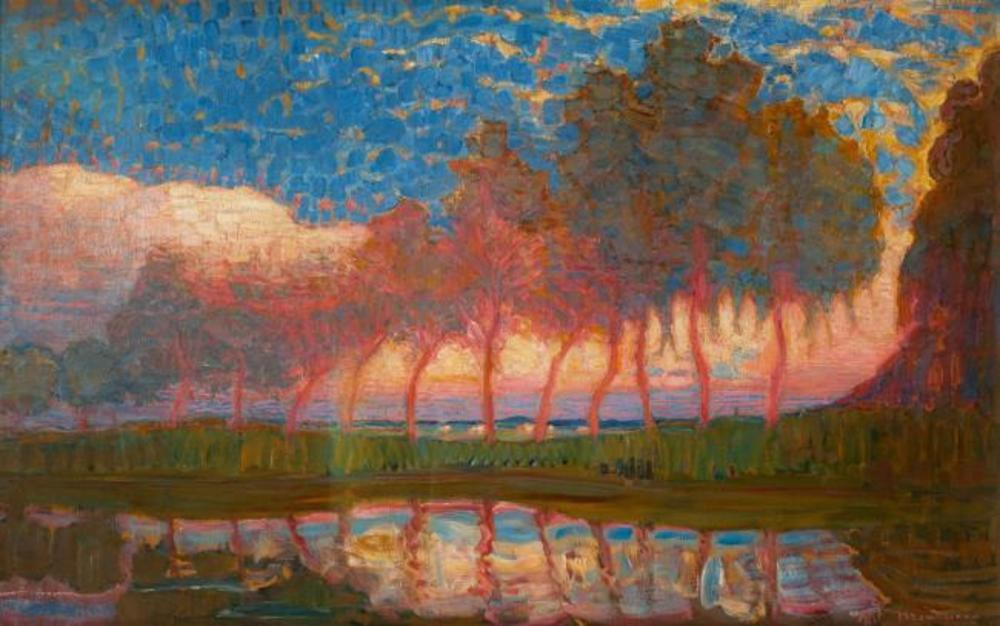
Reihe von elf Pappeln in Rot, Gelb, Blau und Grün (1908) von Piet Mondrian
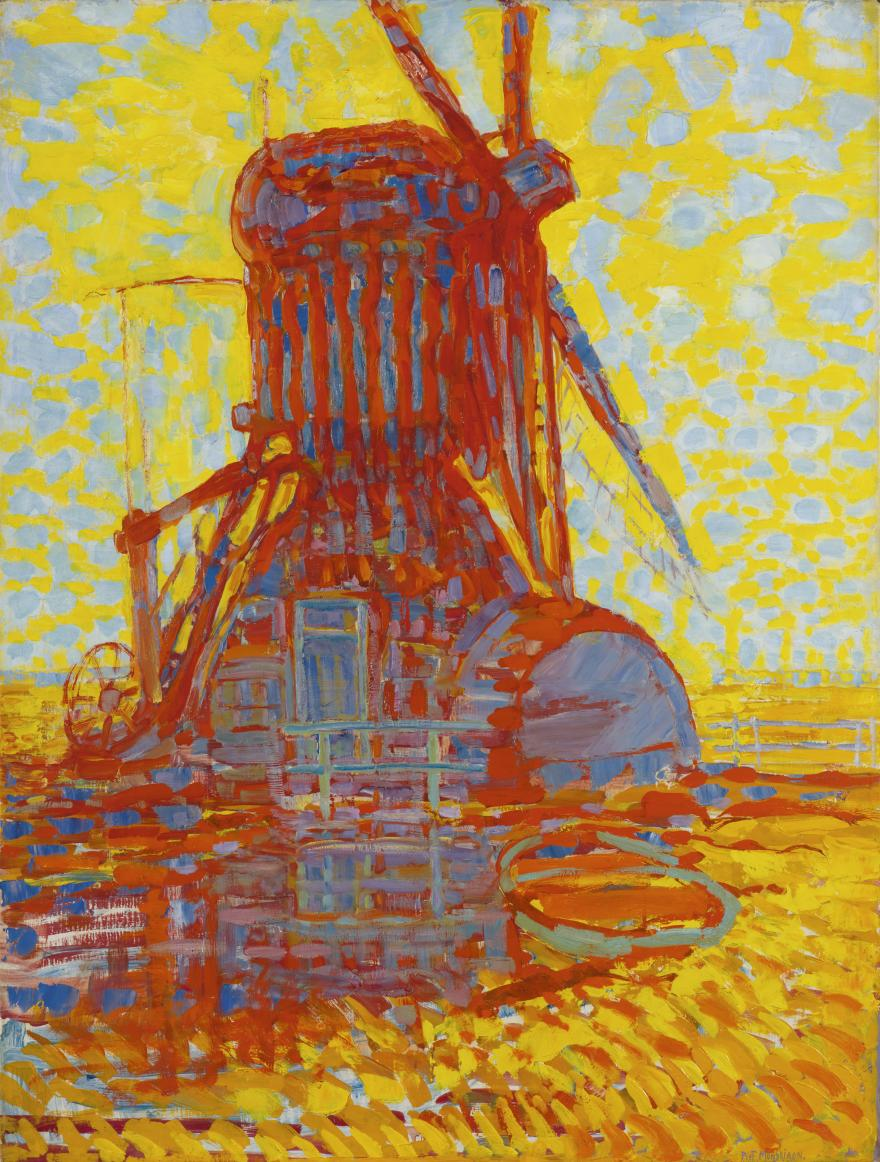
Mühle im Sonnenlicht (1908) von Piet Mondrian
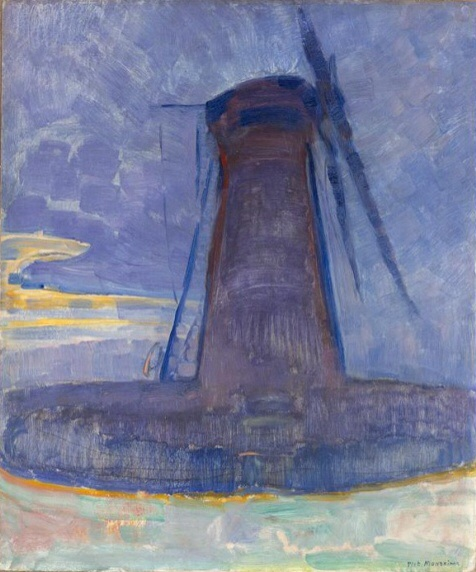
Mühle bei Domburg (1908) von Piet Mondrian
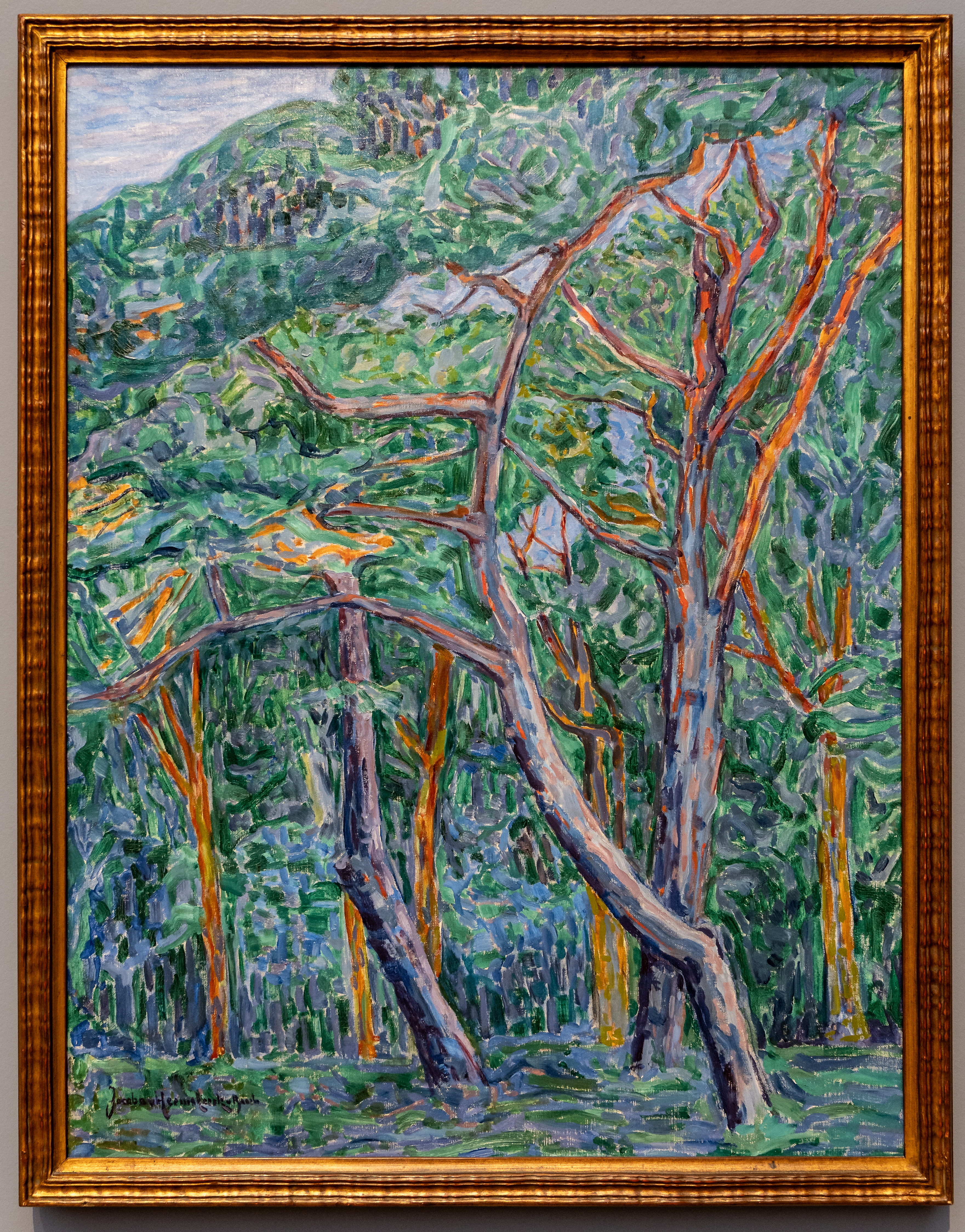
Kiefernwald (um 1908) von Jacoba van Heemskerck
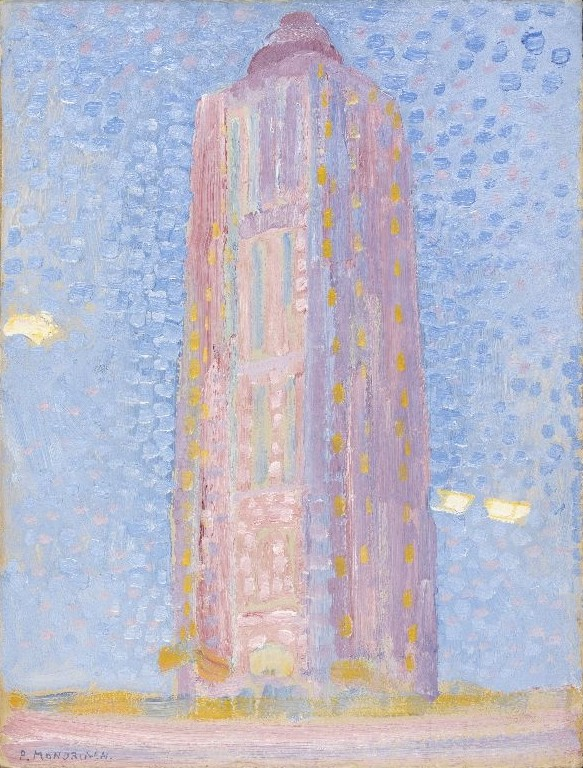
Leuchtturm bei Westkapelle (1909) von Piet Mondrian
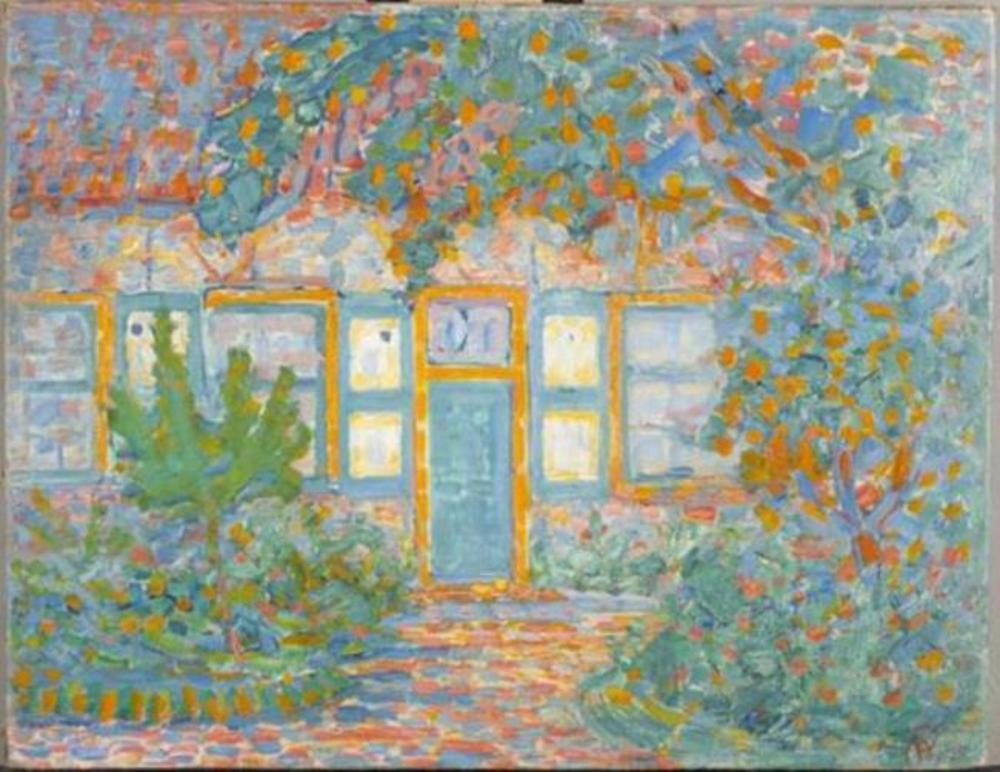
Kleines Haus in der Sonne (1909) von Piet Mondrian
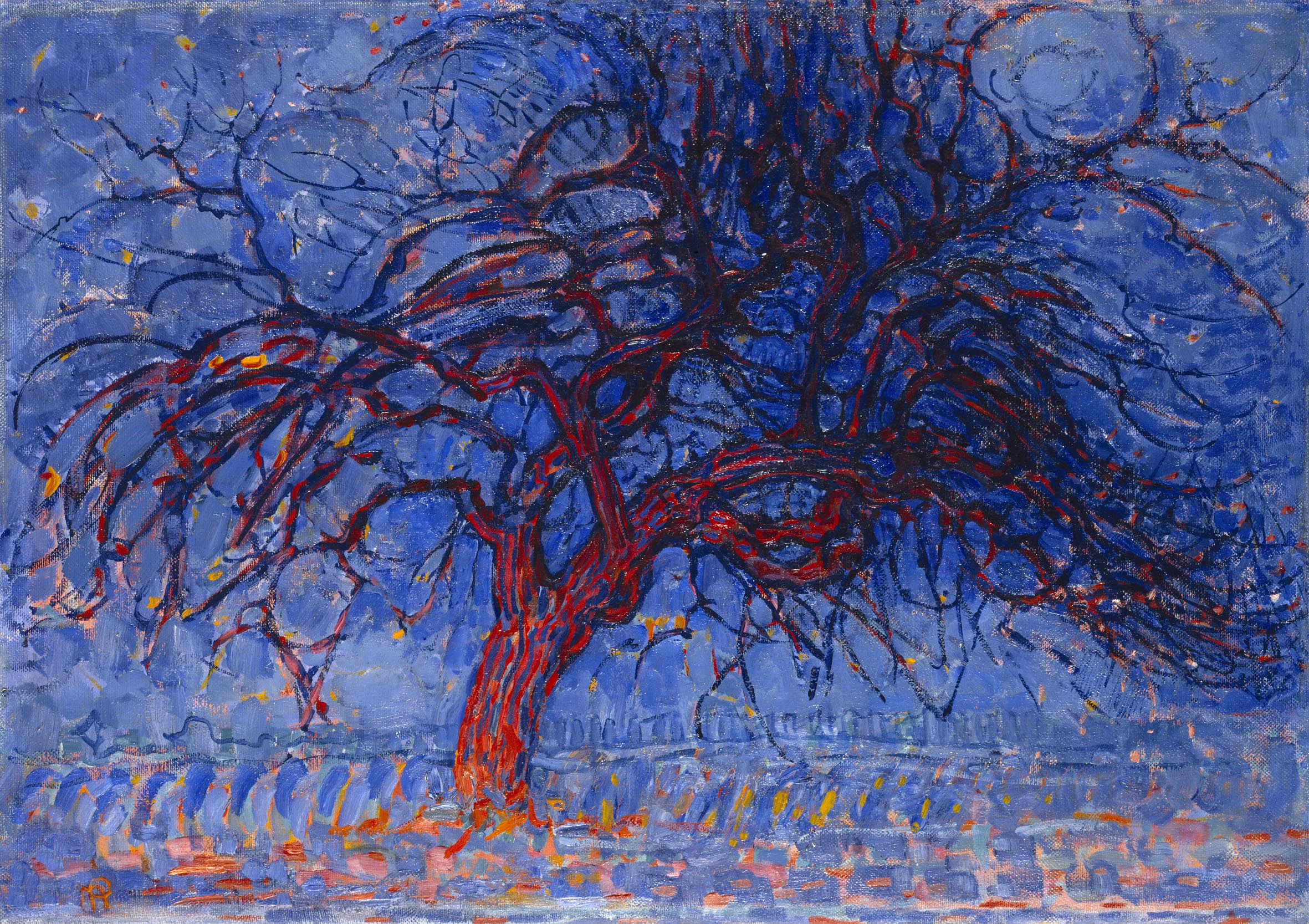
Der rote Baum (1908/10) von Piet Mondrian
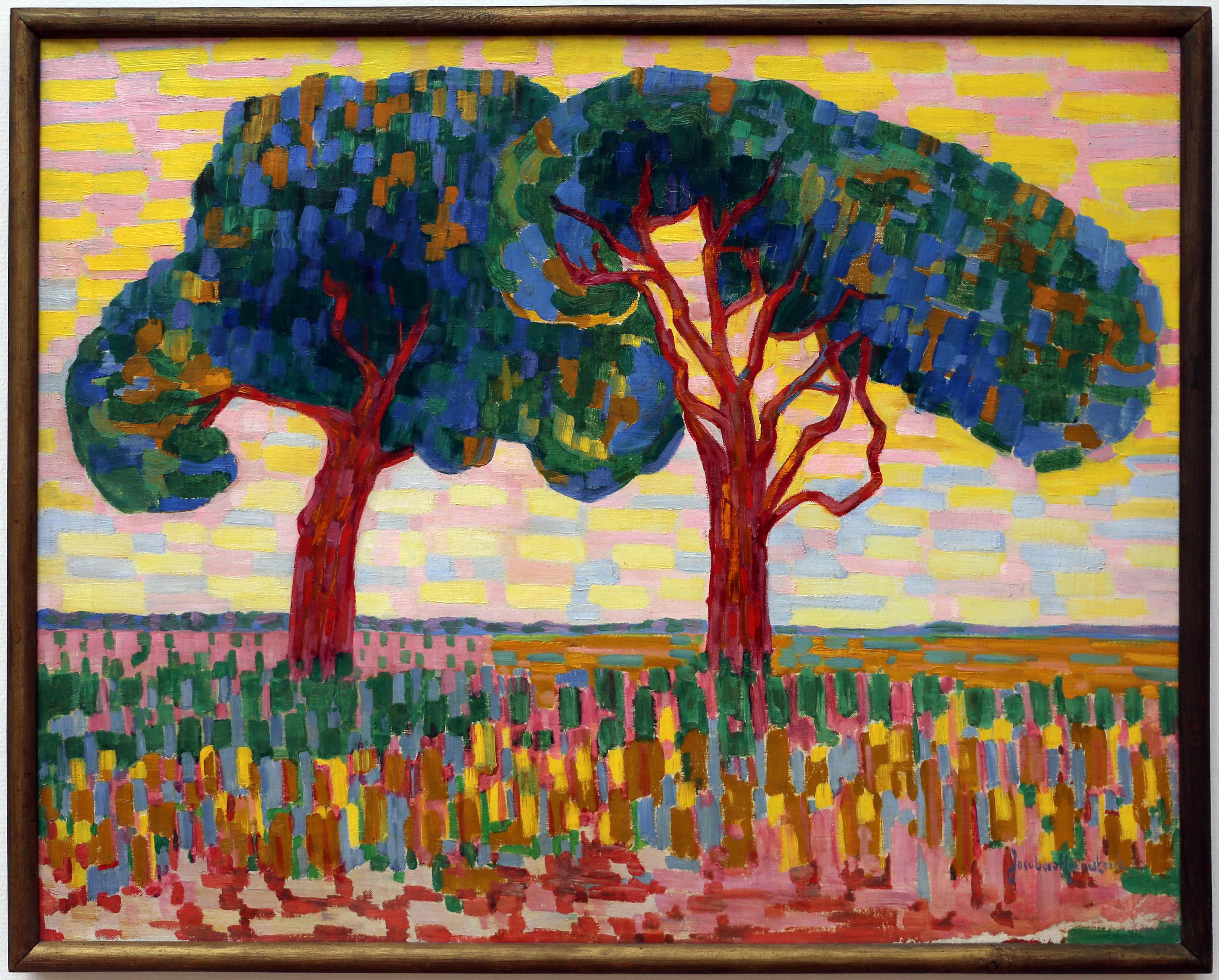
Zwei Bäume (1910) von Jacoba van Heemskerck
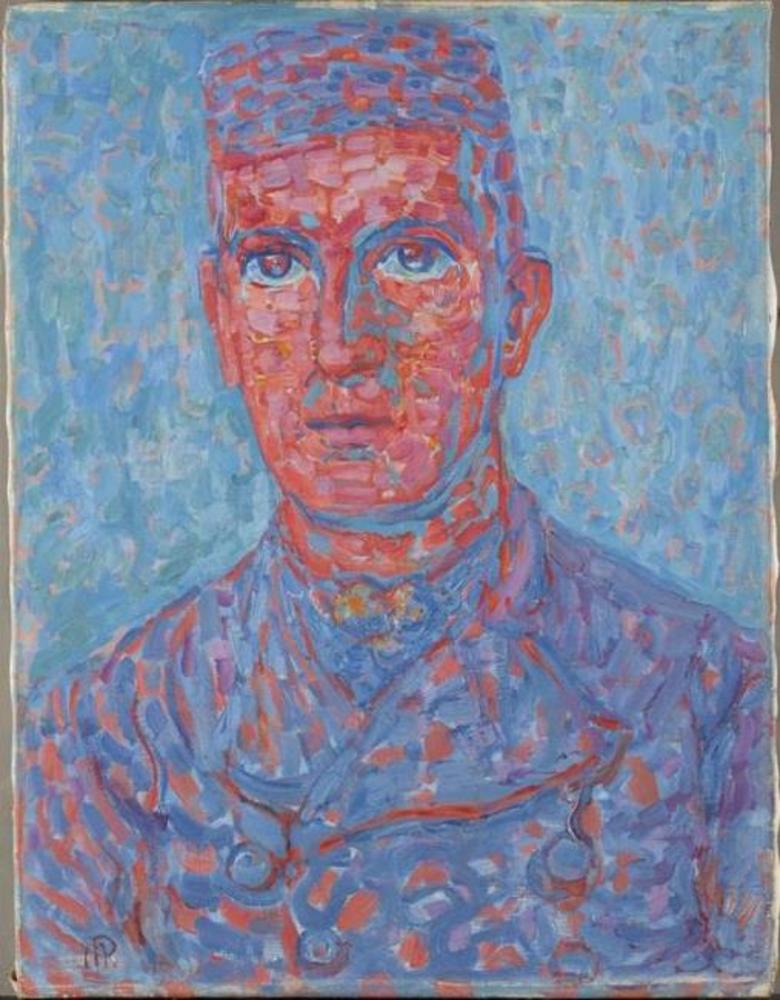
Bauer aus Zeeland (1910) von Piet Mondrian
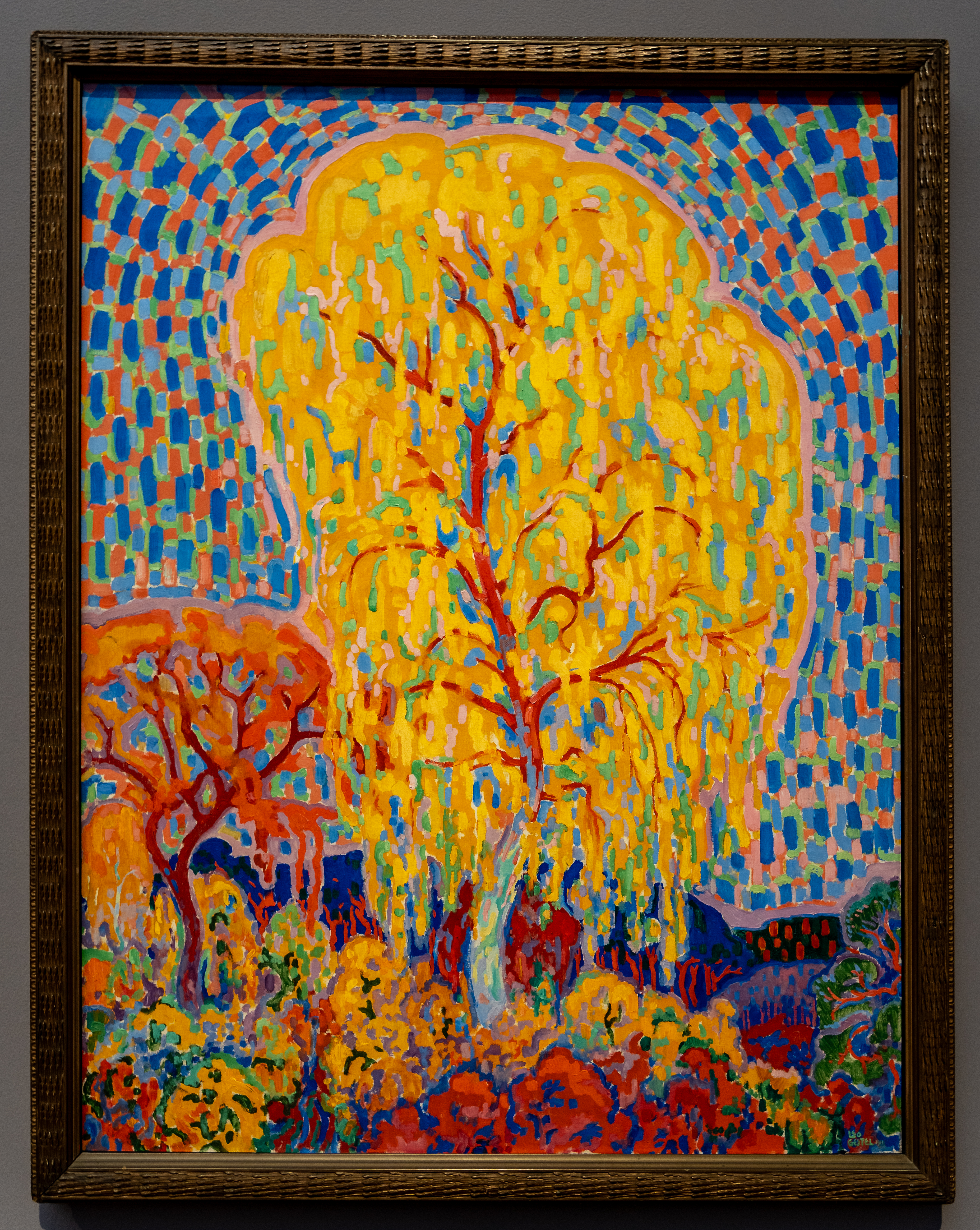
Herbst (1911) von Leo Gestel

## Malerinnen und Maler des Amsterdamer Luminismus
- Arnout Colnot
- Dirk Filarski
- Leo Gestel
- Ferdinand Hart Nibbrig
- Jacoba van Heemskerck
- Piet Mondrian
- Jan Sluijters
- Kees Spoor
- Jan Toorop
- Jaap Weijand